# Mark Janssen (illustrator)
Marcus Jacques Agnes (Mark) Janssen (Eijsden, 24 juli 1974) is een Nederlandse illustrator. 
Hij studeerde aan de Academie Beeldende Kunsten Maastricht. Na zijn afstuderen in 1997 vestigde hij zich als fulltime illustrator in Valkenburg aan de Geul, waar hij een atelier aan huis heeft. 
Mark maakt illustraties voor zowel kinderen als voor volwassenen. Vanaf zijn eerste kinderboek 'Mijn vriend de sjeik' van Ulf Stark (Lemniscaat 1997) tot aan 2016, werkte hij aan 451 kinder- en prentenboeken voor bijna alle grote Nederlandse en Belgische uitgeverijen. Heel wat van zijn boeken vonden reeds hun weg naar het buitenland en werden vertaald in meer dan tien talen. Ondertussen verschenen ook de eerste boeken voor beginnende lezers waarvoor hij zowel de tekst als de tekeningen leverde.
In 2016 startte Mark succesvol met een nieuw oeuvre; het eigen prentenboek 'Niets gebeurd' werd door de pers lovend onthaald. Daarna volgden 'Dino's bestaan niet' (2017), 'Eiland' (2018) en 'Altijd dichtbij' (2020). In 2023 verscheen heet woordloze boek Thuis. Dit boek werd in 2024 bekroond met de prijs voor de Mooiste Boekomslag.

## Prijzen
- 2024 - Sardes-Leespluim voor Thuis
- 2024 - Woutertje Pieterse Prijs. Samen met de auteur Tjibbe Veldkamp voor De jongen die van de wereld hield. De auteur kreeg voor dit boek ook een Zilveren Griffel
- 2023 - Het mooiste boekomslag voor Thuis
- 2022 - Het mooiste boekomslag voor Noem geen namen van Astrid Sy
- 2019 - Kinderboekwinkelprijs voor Eiland
- 2017 - Vlag en Wimpel voor Dino's bestaan niet

## Bestseller 60
| Boeken met noteringen in de Nederlandse Bestseller 60 | Jaar van verschijnen | Datum van binnenkomst | Hoogste positie | Aantal weken | Opmerkingen                                                  |
| ----------------------------------------------------- | -------------------- | --------------------- | --------------- | ------------ | ------------------------------------------------------------ |
| Het wonderbaarlijke verhaal van de kleine prins       | 2019                 | 18-09-2019            | 47              | 1            | in samenwerking met Tiny Fisscher                            |
| Sinterklaasliedjes                                    | 2020                 | 18-11-2020            | 38              | 2            |                                                              |
| Dromer                                                | 2021                 | 13-10-2021            | 1(1wk)          | 3            | Prentenboek Kinderboekenweek 2021                            |
| Van snoepjesproever tot matrassentester               | 2021                 | 13-10-2021            | 7               | 2            | in samenwerking met Marianne Busser en Ron Schröder          |
| Soms als ik een vlinder zie + CD                      | 2022                 | 06-10-2022            | 19              | 1            | in samenwerking met Boudewijn de Groot en Jaco van der Steen |
| Soms als ik een vlinder zie                           | 2022                 | 06-10-2022            | 31              | 2            | in samenwerking met Boudewijn de Groot en Jaco van der Steen |
| De jongen die van de wereld hield                     | 2023                 | 17-04-2024            | 10              | 5            | in samenwerking met Tjibbe Veldkamp                          |

- Bibsys: 1498562804318
- Biblioteca Nacional de España: XX4994516
- Bibliothèque nationale de France: cb162001954 (data)
- Digitale Bibliotheek voor de Nederlandse Letteren: jans345
- Gemeinsame Normdatei: 138558604
- International Standard Name Identifier: 0000 0003 7343 2114
- Library of Congress Control Number: no2010098427
- Nationale Bibliotheek van Tsjechië: mzk2016914181
- Nederlandse Thesaurus van Auteursnamen: 157343979
- RKD-Nederlands Instituut voor Kunstgeschiedenis: 461255
- Virtual International Authority File: 90838138
- WorldCat: E39PBJyCJqFtMPVDhm8wfdwcT3